# Cezarov papirus (strip)
Cezarov papirus je 36. epizoda strip edicije Asteriks. U Srbiji je premijerno objavljen u avgustu 2018. godine u izdanju Čarobne knjige iz Beograda. Epizoda nije objavljena pojedinačno već kao deo integrala #12 sa još dve epizode na stranama 109-152.

## Originalna epizoda
Originalna epizoda je premijerno objavljena u Francuskoj 22.10.2015. godine u izdanju Les Éditions Albert René pod nazivom Le Papyrus de César. Scenario je napisao Jean-Yves Ferri, a epizodu nacrtao Didier Conrad. Početno tiraž u Francuskoj bio je 2,3 miliona primeraka.

## Kratak sadržaj
Cezar je upravo završio svoju prvu knjigu pod nazivom Komentari o Galskom ratu (Commentarii de Bello Gallico). Njegov izdavačk i savetnik Publikus Propagandus ga upozorava da bi trebalo da iz knjige izbaci glavu XXIV pod nazivom „Nedaće u sučeljavanju sa nepokornim Galima iz Armorike“, jer u njoj piše da Rimska vojska nije uspela da pokori taj deo Galije. Da bi uklonio mrlju iz biografije, Cezar prihvata predlog, ali preti Publikusu da će ga baciti lavovima ako poglavlje procuri u javnost. Iako je Publikus zaplenio sve kopije spornog poglavlja, jedan pisar je sakrio rukopis  i odneo galskom aktivisti Radiomelviksu, koji ga je potom odneo u Galsko selo. Dok Publikus šalje legionare da pronađu i vrate rukopis, Drmatoriks zahteva da se rukopis objavi da bi potomstvo sačuvalo uspomenu na otpor koji su Gali pružili Rimskom carstvu.